# دانیل والش (قایقران)
دانیل والش (انگلیسی: Daniel Walsh؛ زادهٔ may ۳۱, ۱۹۷۹ (۴۵ سال)) ورزشکار روئینگ اهل ایالات متحده آمریکا است.
وی در مسابقات کشوری و بین‌المللی در مجموع برندهٔ ۱ مدال برنز شده‌است.